# 8 février aux Jeux olympiques d'hiver de 2014

Le samedi 8 février aux Jeux olympiques d'hiver de 2014 est le deuxième jour de compétition.

## Programme
| Heure UTC+4 (Sotchi)                          |               |
| bleu                                          | Cérémonie     |
| neutre                                        | Épreuve       |
| or                                            | Finale        |
| orange                                        | Petite finale |
| rose                                          | Reporté       |
| gris                                          | Annulé        |
| Compétition masculine                         | Hommes        |
| Compétition féminine                          | Femmes        |
| Compétition mixte (hommes et femmes mélangés) | Mixte         |
| Compétition en couple (1 homme et 1 femme)    | Couple        |
| modifier                                      |               |

L'heure indiquée est celle de Sotchi, pour l'heure Française il faut enlever 3 heures. 
| Horaire | Discipline Spécialité | Discipline Spécialité                                      | Discipline Spécialité                      | Phase                                | Résultats                                                        | Références |
| ------- | --------------------- | ---------------------------------------------------------- | ------------------------------------------ | ------------------------------------ | ---------------------------------------------------------------- | ---------- |
| 09:30   |                       | Snowboard Slopestyle                                       | Compétition hommes                         | Qualification                        | -                                                                | -          |
| 12:00   |                       | Hockey sur glace                                           | Compétition femmes                         | Tour préliminaire Groupe A - Match 1 | 3 - 1                                                            | [ 1 ]      |
| 12:45   |                       | Snowboard Slopestyle                                       | Compétition hommes                         | Finale                               | Sage Kotsenburg · Staale Sandbech · Mark McMorris                | -          |
| 14:00   |                       | Ski de fond 15 km skiathlon                                | Compétition femmes                         | Finale                               | Marit Bjørgen · Charlotte Kalla · Heidi Weng                     | -          |
| 15:30   |                       | Patinage de vitesse 5 000 m                                | Compétition hommes                         | Finale                               | Sven Kramer · Jan Blokhuijsen · Jorrit Bergsma                   | -          |
| 17:00   |                       | Hockey sur glace                                           | Compétition femmes                         | Tour préliminaire Groupe A - Match 2 | 5 - 0                                                            | [ 2 ]      |
| 18:00   |                       | Ski acrobatique Bosses                                     | Compétition femmes                         | Qualification                        | -                                                                | -          |
| 18:30   |                       | Biathlon Sprint (10 km)                                    | Compétition hommes                         | Finale                               | Ole Einar Bjørndalen · Dominik Landertinger · Jaroslav Soukup    | -          |
| 18:30   |                       | Luge Simple - Manche 1 & 2                                 | Compétition hommes                         | Manche de compétition                | -                                                                | -          |
| 18:30   |                       | Patinage artistique Épreuves par équipes - Danse courte    | Compétition en couple (1 homme et 1 femme) | Manche de compétition                | -                                                                | -          |
| 18:30   |                       | Patinage artistique Épreuves par équipes - Programme court | Compétition femmes                         | Manche de compétition                | -                                                                | -          |
| 18:30   |                       | Patinage artistique Épreuves par équipes - Programme libre | Compétition en couple (1 homme et 1 femme) | Manche de compétition                | -                                                                | -          |
| 20:30   |                       | Saut à ski Tremplin normal (HS 105)                        | Compétition hommes                         | Qualification                        | -                                                                | -          |
| 22:00   |                       | Ski acrobatique Bosses                                     | Compétition femmes                         | Finale                               | Justine Dufour-Lapointe · Chloé Dufour-Lapointe · Hannah Kearney | -          |

## Médailles du jour
| Rang  | Nation             | Or | Argent | Bronze | Total |
| ----- | ------------------ | -- | ------ | ------ | ----- |
| 1     | Norvège            | 2  | 1      | 1      | 4     |
| 2     | Pays-Bas           | 1  | 1      | 1      | 3     |
| 2     | Canada             | 1  | 1      | 1      | 3     |
| 4     | États-Unis         | 1  | 0      | 1      | 2     |
| 5     | Suède              | 0  | 1      | 0      | 1     |
| 5     | Autriche           | 0  | 1      | 0      | 1     |
| 7     | République tchèque | 0  | 0      | 1      | 1     |
| Total | Total              | 5  | 5      | 5      | 15    |